# Hopliphora funereus
Hopliphora funereus är en biart som först beskrevs av Smith 1874.  Hopliphora funereus ingår i släktet Hopliphora och familjen långtungebin. Inga underarter finns listade i Catalogue of Life.